# Enrique González Carré
Enrique González Carré (Trujillo, 1940) es un antropólogo peruano por la Universidad Nacional de San Cristóbal de Huamanga, donde fue rector en el período de 1994 a 1999. Ha sido director del Museo Nacional de Arqueología, Antropología e Historia del Perú, miembro de la Comisión Nacional de Arqueología,  y Director Nacional del Instituto Nacional de Cultura del Perú.
Entre sus principales publicaciones están Huamanga: Costumbres y tradiciones (con Carrasco, T., 2011); Folklore y tradiciones populares (2007); Huamanga: fiestas y ceremonias (2004); Ritos de tránsito en el Perú de los Incas (2003).
Es profesor emérito de la Universidad de Huamanga y honorario de la Universidad Nacional de Huánuco.
Actualmente es Director de Asuntos Culturales de la Pontificia Universidad Católica del Perú.
- Datos: Q19758814